# Harpyionycteris whiteheadi
Harpyionycteris whiteheadi es una especie de murciélago de la familia Pteropodidae.

## Distribución geográfica
Es endémica de las Filipinas.